# Martin Roos
Martin Roos (ur. 17 października 1942 w Satchinez) – rumuński duchowny katolicki, pochodzenia niemieckiego, biskup Timișoary w latach 1999-2018.

## Życiorys
Święcenia kapłańskie otrzymał 3 lipca 1971.

## Episkopat
24 czerwca 1999 papież Jan Paweł II mianował go biskupem ordynariuszem diecezji Timișoara. Sakry biskupiej udzielił mu 28 sierpnia 1999 ówczesny nuncjusz apostolski w Rumunii - abp Jean-Claude Périsset.
16 maja 2018 przeszedł na emeryturę.